# Araber in Italien
Als Araber in Italien werden Menschen bezeichnet, die oder deren Vorfahren aus arabischsprachigen Ländern stammen und in Italien ihren Wohnsitz haben.

## Migrationssituation
Die Zahl der in Italien lebenden Staatsbürger arabischer Länder beträgt 698.724 Personen. Über 700.000 Menschen mit Migrationshintergrund haben ihre familiären Wurzeln in den arabischen Staaten.
Die Araber in Italien stellen keine homogene Gruppe dar, da sie aus unterschiedlichen Nationen aus den arabischen Ländern stammen. Sie bringen unterschiedliche Kulturen mit und sprechen unterschiedliche arabische Dialekte. Dabei ist zu bemerken, dass die Migranten aus dem Maghreb, vor allem aus Marokko und Algerien, teilweise auch berberische Muttersprachler sind.

## Religion
Die meisten Araber in Italien sind Muslime. Unter ihnen bilden Sunniten die überwiegende Mehrheit, aber auch Zwölfer-Schiiten sind vertreten. Daneben finden sich auch Christen verschiedener Kirchen (u. a. 18.700 Kopten) sowie Alawiten, Drusen und Konfessionslose.

## Bekannte Araber in Italien und Italiener arabischer Herkunft
In Klammern steht das Herkunftsland bzw. dasjenige der arabischstämmigen Elternteile.
- Giuseppe Luigi Assemani (um 1710–1782) – Priester, Orientalist und Liturgiker (Libanon)
- Giuseppe Simone Assemani (1687–1768) – Orientalist (Libanon)
- Stefano Evodio Assemani (1711–1782) – Orientalist (Libanon)
- Migidio Bourifa (* 1969) – Marathonläufer (Marokko)
- Stephan El Shaarawy (* 1992) – Fußballspieler (Ägypten)
- Ali Ghaleb Himmat (* 1938) – Geschäftsmann (Syrien)
- Hachim Mastour (* 1998) – Fußballspieler (Marokko)
- Youssef Nada (1931–2024) – Ingenieur (Ägypten)